# Étranges Libellules
Étranges Libellules (en francés: Libélulas Extrañas) fue un estudio desarrollador de videojuegos francés ubicado en Villeurbanne (Lyon, Francia). Fue fundado en 1994. Inicialmente, el estudio se centraba en la creación gráfica, y no se lanzó al desarrollo de videojuegos hasta el año 1997. Debido a la competencia de otras empresas desarrolladoras en alza y a la subsecuente falta de contratos durante dos años, el estudio se vio obligado a cerrar sus puertas el 29 de junio de 2012.

## Juegos desarrollados
- 2001 - Kirikou - PlayStation, PC (editado por Wanadoo Edition)
- 2002 - The Pink Panther: Pinkadelic Pursuit - PlayStation, PC (editado por Wanadoo Edition)
- 2003 - Asterix & Obelix XXL - PlayStation 2, GameCube, PC (editado por Atari)
- 2005 - Asterix & Obelix XXL 2: Misión Las Vegum - PlayStation 2, PC (editado por Atari)
- 2006 - Arthur y los Minimoys - PlayStation 2, PSP, Nintendo DS, PC (editado por Atari)
- 2007 - Astérix en los Juegos Olímpicos - PlayStation 2, Xbox 360, Wii, Nintendo DS, PC (editado por Atari)
- 2008 - La leyenda de Spyro: la fuerza del dragón - PlayStation 2, PlayStation 3, Xbox 360, Wii, Nintendo DS (editado por Activision)
- 2010 - Alicia en el país de las maravillas - Wii, Nintendo DS, PC (editado por Disney Interactive Studios)
- 2010 - Cómo entrenar a tu dragón - PlayStation 3, Xbox 360, Wii (editado por Activision)